# Георг Фридрих фон Шьонборн
Георг Фридрих фон Шьонборн (на немски: Georg Friedrich, Freiherr von Schönborn; * ок. 1574; † април 1613/16 април 1615, Кьолн) е фрайхер на Шьонборн, амтман в Курфюрство Майнц, шериф на господството Рункел.

## Произход
Той е син на фрайхер Филип фон Шьонборн († 1589), шериф на господството Рункел, и съпругата му Агата Донерин фон Лорхайм († 1599), дъщеря на Йохан Донер фон Лорхайм († сл. 1569) и Анна фон дер Тан. Брат е на Йохан († 13 ноември 1611) и на Йохан Андреас фон Шьонборн. Внук е на Георг фон Шьонборн († 1560) и Маргарета фон Мудерсбах († 1551). Потомък е на Хайнрих фон Шьонборн († пр. 1284) и Гизела фон Тифенбах († сл. 1286).

## Фамилия
Георг Фридрих се жени на 24 август 1604 г. за фрайин Мария Барбара фон дер Лайен (1582 – 1631), дъщеря на Филип Ервайн фон дер Лайен († 1593) и Анна дон Хепенхайм/фон Заал († сл. 1572), дъщеря на Йохан Конрад фон Хепенхайм фом Заал († 1560) и Доротея фон Оберщайн († 1582). Те имат три деца:
- Йохан Филип фон Шьонборн (* 6 август 1605, замък Ешбах в Лаубузешбах, днес във Вайлмюнстер; † 12 февруари 1673, Вюрцбург), курфюрст и архиепископ на Майнц (от 1647), княжески епископ на Вюрцбург (от 1642) и епископ на Вормс (от 1663)
- Филип Ервайн фон Шьонборн (* 1607; † 4 ноември 1668), женен на 19 ноември 1635 г. за фрайин Мария Урсула фон Грайфенклау цу Фолрадс (* 15 юли 1612; † 28 август 1682)
- Агата Мария фон Шьонборн (* ок. 1607; † сл. 1633), омъжена на 18 септември 1633 г. за фрайхер Георг Антон Валдбот фон Басенхайм († 29 юли 1675), син на Антон Валдбот фон Басенхайм († 1640) и Ирмгард фон Брайдбах († 1627)